# Apel harcerski

Apel w Organizacji Harcerskiej „Rodło”

Apel harcerski – jedna z form pracy harcerskiej. Zbiórka harcerzy w celu sprawdzenia stanu jednostki, przekazania informacji, odczytania rozkazu, podniesienia flagi lub bandery czy oficjalnego wręczenia nagród bądź odznaczeń. Cały apel jest przeprowadzony z wykorzystaniem musztry.

## Przebieg apelu
Typowy przebieg apelu regulowany jest przez odpowiedni regulamin (w ZHP są to Zasady Ceremoniału Harcerskiego) lub tradycję jednostki (tylko w wypadku imprez wewnętrznych). Zazwyczaj składa się na niego:
1. Komenda wydana przez prowadzącego apel (drużynowego, przybocznego, oboźnego itp...), zwołująca jego uczestników w pewnym konkretnym szyku, np. Zastępami w szyku apelowym - Zbiórka!
2. Jeżeli w apelu bierze udział sztandar, wprowadza się go zaraz po ustawieniu uczestników.
3. Szefowie jednostek biorących udział w apelu przygotowują raport swojego stanu, najczęściej na rozkaz prowadzącego apel.
4. Na rozkaz prowadzącego, szefowie jednostek występują z szyku i ustawiają się w szeregu, by złożyć meldunek.
5. Szefowie jednostek, po złożeniu meldunku wracają do szyku, a prowadzący składa raport o stanie liczebnym wszystkich uczestników szefowi całej jednostki, której dotyczy apel.
6. Następuje słowo szefa jednostki lub innych instruktorów, zaproszonych gości.
7. Wyznaczony uczestnik apelu odczytuje rozkaz szefa jednostki nadrzędnej.
8. Wyznaczony uczestnik lub poczet flagowy dokonuje podniesienia flagi lub bandery.
9. Po wciągnięciu flagi lub w trakcie jej wciągania, uczestnicy odśpiewują hymn państwowy lub organizacyjny, a na apelach żeglarskich wybijana jest odpowiednia liczba szklanek.
10. O ile nie jest to apel uroczysty, przed wyprowadzeniem sztandaru można zarządzić składanie wniosków, skarg i zażaleń przez uczestników apelu, o ile takie posiadają.
11. Dochodzi do innych zdarzeń związanych z konkretnym apelem lub okolicznościami - sprawdzanie porządków w namiotach, przegląd umundurowania uczestników, wręczenie odznaczeń etc.
12. Prowadzący zarządza wyprowadzenie sztandaru.
13. Następuje zakończenie apelu.

Komendy mogą różnić się w zależności od tradycji drużyny i organizacji.